# Krzyków (Wilków)

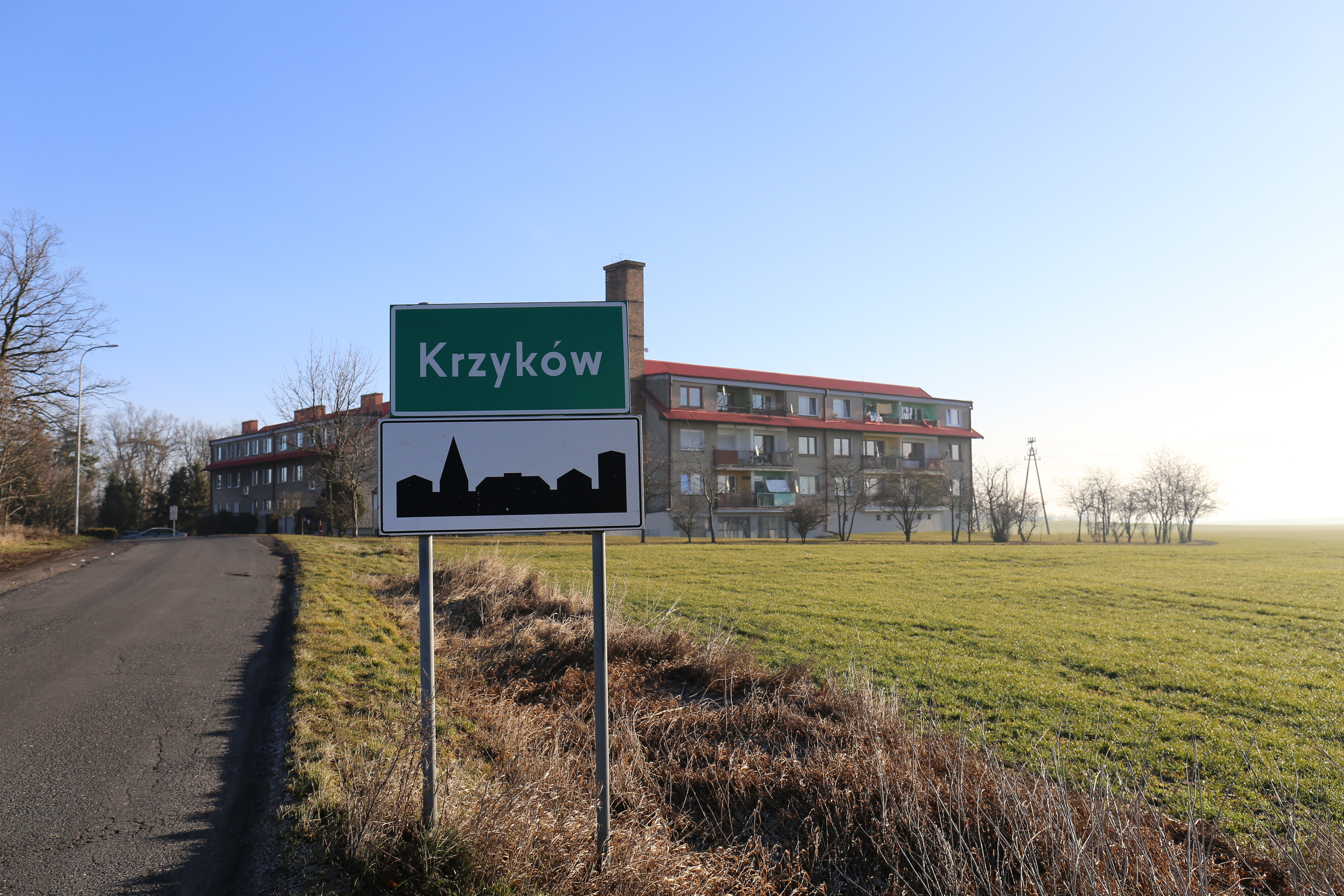
Ortseingang

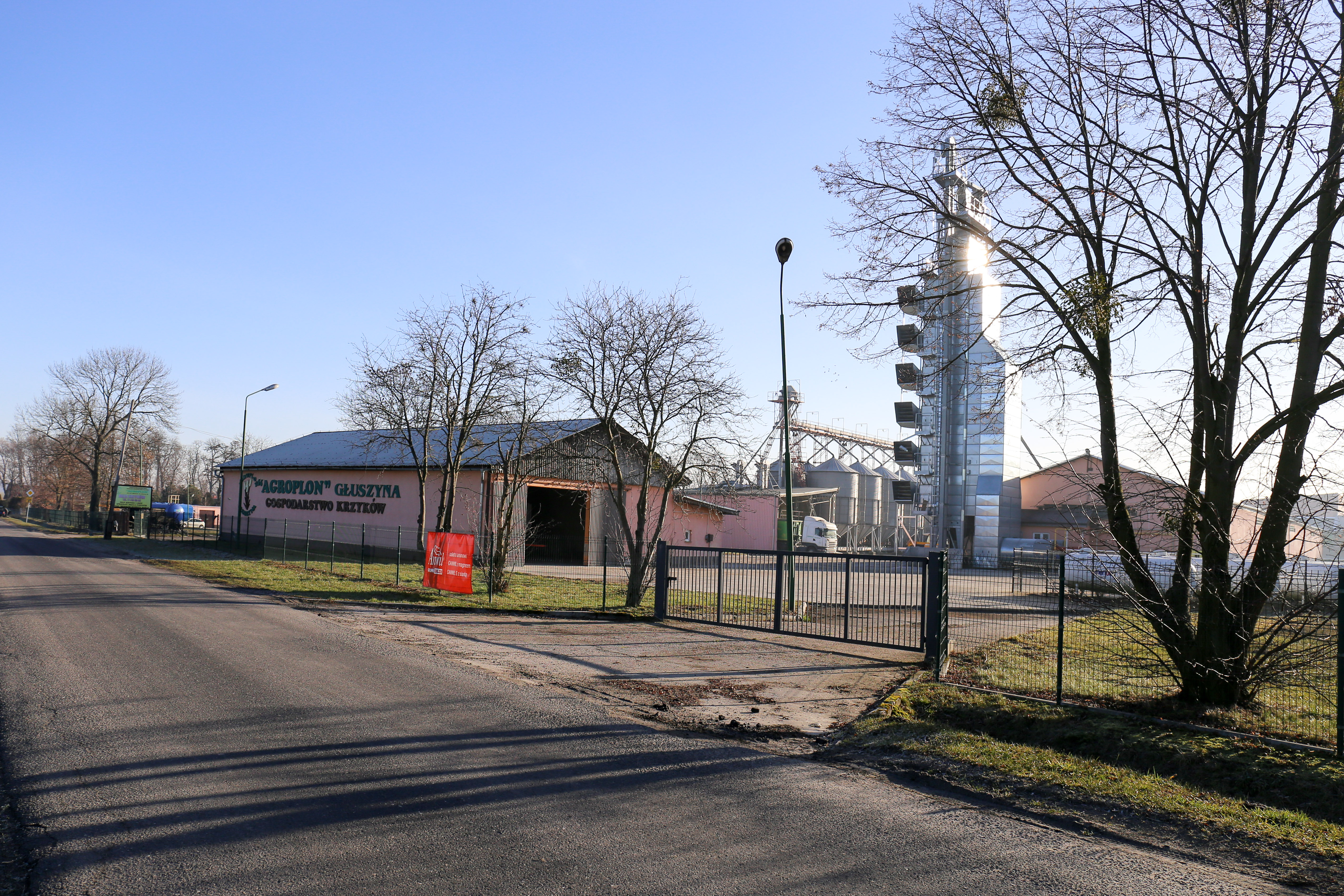
Landwirtschaftlicher Betrieb Agroplon Głuszyna

Krzyków (deutsch Krickau) ist ein Ort liegt in der Landgemeinde Wilków im Powiat Namysłowski der Woiwodschaft Opole in Polen.

## Geographie
Das Straßendorf Krzyków liegt sechs Kilometer nordöstlich von Wilków, sieben Kilometer nördlich von Namysłów (Namslau) und 63 Kilometer nordwestlich von Opole (Oppeln) in der Nizina Śląska (Schlesische Tiefebene). 
Nachbarorte von Krzyków sind im Norden Jakubowice (Jakobsdorf), im Osten Objazda (Obischau), im Süden Smarchowice Małe (Deutsch Marchwitz) und im Westen der  Wilków (Wilkau).

## Geschichte
Der Ort wurde 1248 erstmals erwähnt.
1590 hielt die Reformation Einzug im Ort. 1654 wurde der Ort wieder rekatholisiert. Nach dem Ersten Schlesischen Krieg 1742 fiel Krickau mit dem größten Teil Schlesiens an Preußen. 1790 gehörte das Dorf der Familie von Scheliha. Im Ort bestanden ein Gutshaus, 20 Bauernhöfe, 14 Drescher, ein Lehrer, eine Schule, eine Brennerei, eine Schmiede, ein Gasthaus, 1 Spinnerei, eine Windmühle, eine ruinöse Kirche sowie 153 Einwohner.
Nach der Neuorganisation der Provinz Schlesien gehörte die Landgemeinde Krickau ab 1816 zum Landkreis Namslau im Regierungsbezirk Breslau. In 1845 bestanden im Dorf ein Vorwerk, eine Freischoltisei und 24 Häuser. Im gleichen Jahr lebten in Krickau 331 Menschen, davon 30 katholisch. 1874 wurde der Amtsbezirk Eisdorf gegründet, welcher die Landgemeinden Eisdorf, Jakobsdorf und Krickau und die Gutsbezirke Eisdorf, Jakobsdorf und Krickau umfasste.
1910 zählte der Ort 229 Einwohner. 1933 zählte Krickau 268 sowie 1939 251 Einwohner. Bis 1945 gehörte der Ort zum Landkreis Namslau. im Januar 1945 wurde das Schloss Krikau zerstört.
Als Folge des Zweiten Weltkriegs kam der Ort 1945 an Polen, wurde in Krzyków umbenannt und der Woiwodschaft Schlesien angeschlossen. 1950 wurde Krzyków der Woiwodschaft Opole zugeteilt. 1999 wurde es Teil des wiedergegründeten Powiat Namysłowski.